# Richard Mentor Johnson
Richard Mentor Johnson (født 17. oktober 1780, død 19. november 1850) var USA's 9. vicepræsident.